# Erik Harms
Erik Harms là giáo sư Mỹ về nhân loại học và nghiên cứu Đông Nam Á, nhất là về Việt Nam  Theo giáo sư Trần Hữu Dũng thì ông ta nói tiếng Việt "không thua gì một người Việt Nam." 

## Nghiên cứu
Những nghiên cứu của Erik Harms về dân tộc học tại Việt Nam tập trung vào các tác động xã hội và văn hóa của đô thị hóa nhanh chóng ở ngoại ô của thành phố Sài Gòn-Hồ Chí Minh. Trong thời gian gần đây, ông tập trung nghiên cứu vào việc sử dụng và lạm dụng "văn hóa" và "văn minh đô thị" ở đô thị Việt Nam, và văn minh này trộn với hành động không gian theo cách mà hợp pháp hóa tư nhân một cách quy mô như thế nào. Nghiên cứu mới này tìm hiểu xem việc nghiên cứu không gian xã hội có thể tiết lộ mối quan hệ ngầm của quyền lực và ý thức hệ tại các thành phố Việt Nam trong thời hậu đổi mới. Trong khi căn cứ vào dân tộc học ở Việt Nam, nghiên cứu và giảng dạy của ông luôn tìm cách để kết nối với các quá trình lịch sử thế giới rộng hơn, làm sáng tỏ sự tương tác giữa nền văn hóa và chính trị, và các cách thức mà hoạt động hàng ngày được thông báo bởi các chương trình nghị sự chính trị lớn hơn. Harms tổ chức các khóa học luân chuyển về nghiên cứu khu vực Đông Nam Á, Việt Nam sau chiến tranh, nhân loại học đô thị, cũng như các lý thuyết về không gian, thời gian, và hoạt động xã hội.
Giáo sư Harms hiện đang hoàn thành ba năm nghiên cứu được NSF tài trợ về việc phá dỡ, xây dựng lại các cảnh quan đô thị tại hai khu đô thị mới của thành phố Hồ Chí Minh. Nghiên cứu này sẽ làm sáng tỏ cách thức biến đổi đô thị đầy kịch tính này đáp ứng và biến đổi những quan niệm chính thức và phổ biến của người Việt về nền văn minh đô thị. Để hiểu được những hậu quả mang tính biểu tượng, ý thức hệ, và vật chất của "nền văn minh đô thị", dự án sẽ ghi lại biến đổi vật lý của không gian đô thị ở hai khu đô thị mới này và tạo ra biên bản dân tộc học chi tiết về cách người dân địa phương nhận thức và ứng phó với những thay đổi.